# 坎加斯
坎加斯是西班牙加利西亚自治区蓬特韦德拉省的一个市镇。 总面积38平方公里，总人口23.981人（2001年），人口密度631人/平方公里。